# Noé (film)
Pour les articles homonymes, voir Noah.
Pour plus de détails, voir Fiche technique et Distribution.
Noé (Noah) est un film américain coproduit, coécrit et réalisé par Darren Aronofsky et sorti en 2014.
Le film est librement inspiré de la célèbre histoire de l'arche de Noé, mais il s'en démarque à de nombreux égards.
Le film se situe sur une Terre minée par la violence généralisée (meurtres, débauches et vols), où Dieu annonce qu'il va détruire le monde, Noé est chargé par inspiration prophétique d'accomplir une mission cruciale : ériger une arche pour sauver sa famille et les animaux du cataclysme. Mais dégouté devant le spectacle de la déchéance humaine qu'il croit inévitable pour les générations suivantes, Noé refuse d'être le nouvel Adam de l'humanité.

## Synopsis
Tout jeune, Noé assiste au meurtre, par Tubal-Caïn, de son père Lamech, un roi qu'il voulait empêcher d'exploiter la nature pour le profit de son peuple. Des années plus tard, Noé vit avec sa femme, Naameh, et ses trois fils, Sem, Cham et Japhet, à l'écart du monde, tentant comme il peut de protéger les derniers animaux de la cupidité des hommes. Troublé par d'étranges visions, il décide de partir à la recherche de son grand-père, Mathusalem. En chemin, la famille sauve une orpheline, Ila, qu'elle adopte. En cherchant à échapper à une attaque de pillards, Noé et les siens pénètrent sur le territoire des Veilleurs, des anges déchus pour avoir voulu aider les hommes, puis trahis par eux. Ceux-ci les capturent et, refusant de leur faire confiance, les abandonnent dans une fosse. Mais l'un des Veilleurs reconnaît la bonté en Noé et l'aide à retrouver Mathusalem. Grâce aux connaissances chamaniques du vieil homme, Noé comprend que Dieu va détruire le monde par un déluge et qu'il lui demande de sauver les innocents - ce que Noé comprend par les animaux. Il parvient à convaincre les Veilleurs de l'aider.
Dix ans s'écoulent. L'arche est presque terminée et un couple de chaque espèce vient se présenter. Pour leur survie, les humains les mettent en hibernation. Sem et Ila sont amoureux. Ila, que la blessure qu'elle a reçu enfant a rendu stérile, pense ne pas avoir sa place sur l'arche. Naameh implore l'aide de Mathusalem qui la guérit, sans en parler à Noé. Entretemps, le roi Tubal-Caïn a découvert l'arche et le déluge prochain et veut l'utiliser pour son propre compte. Les Veilleurs l'en empêchent et il promet de revenir avec une armée. Noé se rend incognito au camp des hommes pour trouver des épouses à ses fils, mais c'est un bien triste spectacle qui s'offre à lui : Tubal-Caïn a ordonné de ne nourrir que les « bouches utiles », ce qui contraint les autres aux pires extrémités pour survivre. Dégoûté, le patriarche décide que ses enfants ne se marieront pas et que la race humaine s'éteindra avec le dernier d'entre eux. Son fils Cham se révolte et s'enfuit. Au camp des hommes, il fait la connaissance de Na'el, une orpheline qui a tout perdu. Il la ramène vers l'arche, mais, dans leur fuite, la jeune fille se prend dans un piège. Noé arrive finalement, sauve Cham et abandonne Na'el à son triste sort.
Finalement, le déluge commence. Tubal-Caïn et son armée attaquent l'arche. Les Veilleurs sacrifient leur vie pour les retarder, ce qui leur vaut d'être rachetés aux yeux de l'Éternel. Seul le roi, grièvement blessé, parvient à se hisser sur le vaisseau. Il est trouvé par Cham qui, par rancœur envers son père, le cache et le soigne. Tous les autres humains périssent noyés. Les jours passent et Ila se découvre enceinte. Noé, furieux, décrète que si l'enfant est un garçon, il le laissera vivre, mais que si c'est une fille - qui pourrait devenir une nouvelle mère pour l'humanité - il la tuera à sa naissance. Ila et Sem, le père de l'enfant, tentent de fuir en construisant un radeau que Noé détruit. Tubal-Caïn décide de profiter de l'hostilité que tous affichent envers Noé pour passer à l'action. Il égorge une bête pour l'attirer et l'affronte. Le combat dure, sous les yeux indécis de Cham, partagé entre sa haine et son attachement à son père. Il finit par comprendre que Tubal-Caïn est mauvais et le poignarde à mort. Dans le même temps, Ila accouche de jumelles. Noé, fidèle à sa parole, veut les tuer mais y renonce au dernier moment, alors que l'arche s'échoue sur une terre.
Quelques mois plus tard, alors que la Terre a séché, Noé, persuadé d'avoir échoué dans sa mission, vit à l'écart de sa famille dans une grotte où il noie ses remords dans le vin. Cham quitte les siens pour suivre sa propre voie. Ila rend visite à Noé et le convainc, plutôt que de haïr l'humanité, de la guider pour qu'elle ne recommence pas les mêmes erreurs.

## Fiche technique
- Titre original : Noah
- Titre français : Noé
- Réalisation : Darren Aronofsky
- Scénario : Loe Valley et John Logan
- Musique : Clint Mansell
- Direction artistique : Mark Friedberg
- Décors : Debra Schutt
- Costumes : Michael Wilkinson
- Photographie : Matthew Libatique
- Montage : Andrew Weisblum
- Production : Darren Aronofsky, Scott Franklin (en) et Mary Parent
- Sociétés de production : Disruption Entertainment, New Regency Pictures et Protozoa Pictures
- Société(s) de distribution :  Paramount Pictures
- Budget : 130 millions de dollars
- Pays de production :  États-Unis
- Langue originale : anglais
- Format : couleurs - 35 mm - 2,35:1 - Son Dolby numérique
- Genre : film d'aventure
- Durée : 138 minutes
- Dates de sortie :
  - Corée du Sud : 20 mars 2014
  - États-Unis / Canada : 28 mars 2014
  - France : 9 avril 2014
- Dates de sortie DVD :
  - États-Unis / Canada : 29 juillet 2014
  - France : 12 août 2014

## Distribution
- Russell Crowe (VF : Patrick Béthune ; VQ : James Hyndman) : Noé
- Jennifer Connelly (VF : Odile Cohen ; VQ : Marika Lhoumeau) : Naameh, la femme de Noé
- Ray Winstone (VF : Jean-Yves Chatelais ; VQ : Manuel Tadros) : Tubal-Caïn
- Anthony Hopkins (VF : Jean-Pierre Moulin ; VQ : Vincent Davy) : Mathusalem, le grand-père de Noé
- Emma Watson (VF : Nastassja Girard ; VQ : Catherine Brunet) : Ila, la fille adoptive de Noé
- Logan Lerman (VF : Nathanel Alimi ; VQ : Nicolas Bacon) : Cham, le deuxième fils de Noé
- Douglas Booth (VF : Charles Quéméré ; VQ : Nicholas Savard-L'Herbier) : Sem, le fils aîné de Noé
- Nick Nolte (VF : Alain Dorval ; VQ : Hubert Fielden) : Samyaza (voix)
- Mark Margolis (VQ : Patrick Chouinard) : Magog (voix)
- Kevin Durand : Rameel
- Dakota Goyo : Noé, jeune
- Barry Sloane (VF : Laurent Maurel) : Chef braconnier
- Frank Langella (VF : Franck Gourlat) : Og (voix)
- Marton Csokas (VF : Jérémie Covillault ; VQ : Daniel Picard) : Lamech, le père de Noé
- Leo McHugh Carroll (VF : Gabriel Bismuth-Bienaimé) : Japhet, le plus jeune fils de Noé
- Finn Wittrock : Tubal-Caïn jeune
- Madison Davenport (VF : Maryne Bertieaux) : Na'el, la femme de Cham
- Gavin Casalegno : Sem jeune
- Nolan Gross (VF : Victor Quilichini) : Cham jeune
- Skylar Burke : Ila jeune
- Sami Gayle : la fille des réfugiés

Sources et légende : Version française (V. F.) sur RS Doublage et AlloDoublage. Version québécoise (V. Q.) sur Doublage Québec

## Production

### Développement

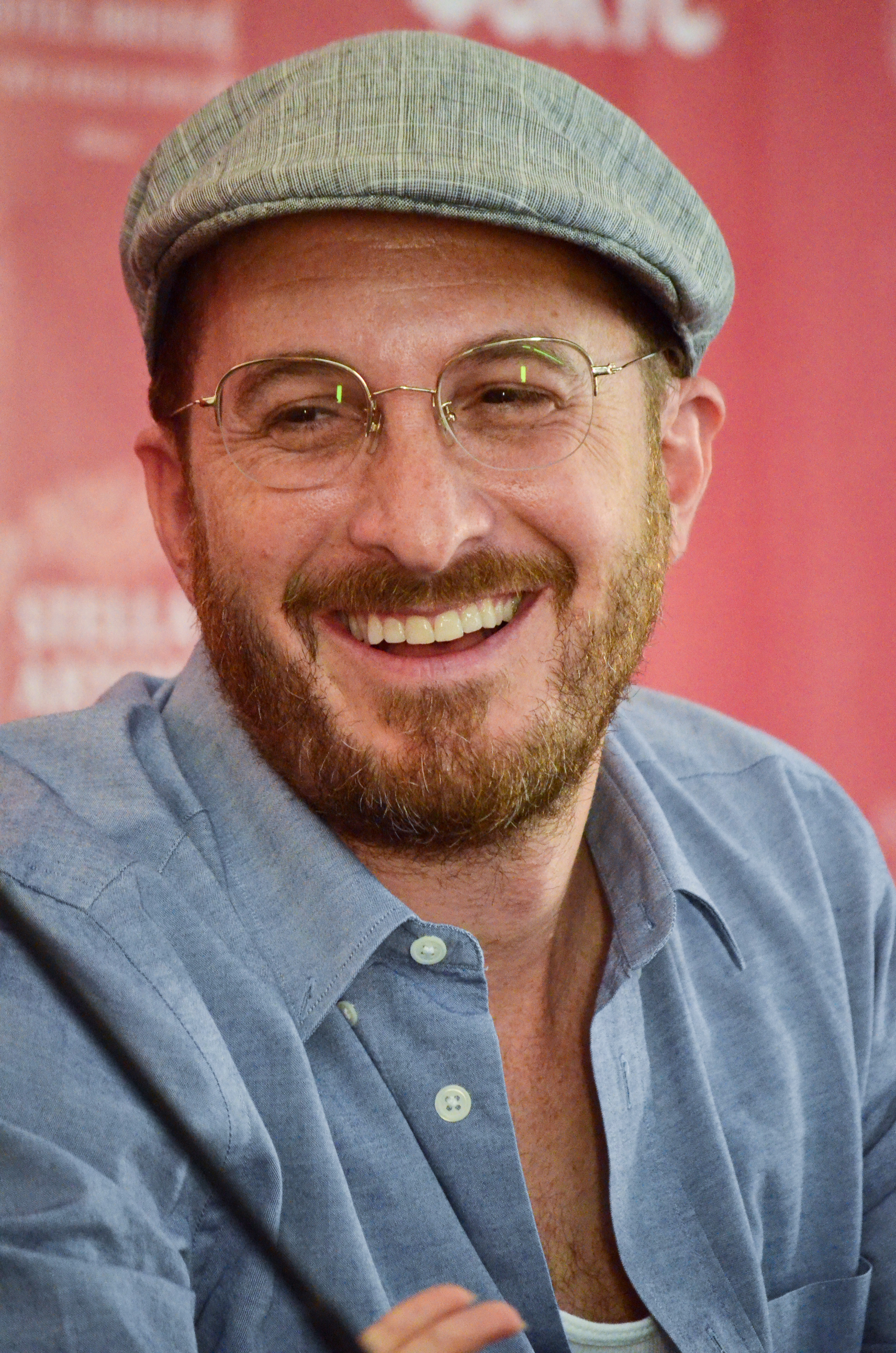
Darren Aronofsky à Odessa, 2015

Darren Aronofsky évoque le projet pour la première fois dans une interview accordée au journal The Guardian en avril 2007, dans laquelle il raconte que le personnage de Noé le fascine depuis qu'il a 13 ans.
Ari Handel, collaborateur du réalisateur sur The Fountain, The Wrestler et Black Swan, l'aide alors à écrire un script. En attendant le financement du film, ils collaborent avec le dessinateur canadien Niko Henrichon pour en faire un roman graphique. Le 1er volume de Noé : Pour la cruauté des hommes (Noah: For the Cruelty of Men) est publié sous forme de BD en français en octobre 2011 par l'éditeur Le Lombard,. 
Par la suite, Darren Aronofsky signe un accord avec la Paramount et New Regency pour produire le film ; il dispose pour ce faire d'un budget de 130 millions de dollars,. Le scénariste John Logan est ensuite engagé pour réécrire le script avec Aronofsky.
Le réalisateur Darren Aronofsky déclare que lui et le scénariste Ari Handel ont travaillé dans « la tradition du Midrash juif » afin de créer « une histoire qui essaie d'expliquer la relation de Noé avec Dieu et la relation de Dieu avec le monde tel qu'il est devenu ». Aronofsky souligne toutefois que  ne voulant pas situer l'« histoire dans ce que les gens imaginent être "les temps bibliques" », « c'est en fait un film athée  » qui défend sa conception unissant les croyants et les non-croyants.

### Attribution des rôles
Avant que Russell Crowe soit choisi pour le rôle-titre, Christian Bale et Michael Fassbender avaient été envisagés. Dakota Fanning avait été engagée pour le rôle d'Ila, mais elle a dû se désister en raison d'un conflit d'emploi du temps. Julianne Moore était quant à elle considérée pour le rôle de Naameh, qui revient finalement à Jennifer Connelly que le réalisateur retrouve après Requiem for a Dream (2000) et qui, elle-même, retrouve Russell Crowe pour jouer son épouse après Un homme d'exception (2001).
Liam Neeson, Liev Schreiber et Val Kilmer étaient envisagés pour incarner Tubal-Caïn, mais Aronofsky voulait un acteur plus imposant; c'est Ray Winstone qui obtiendra le rôle.
En janvier 2014, Nick Nolte rejoint tardivement la distribution. Il remplace Mark Margolis dans le rôle du veilleur Samyaza. Emma Watson tient le rôle d'Ila, la fille adoptive de Noé.

### Tournage
Le tournage principal débute en juillet 2012 et se déroule en Islande à Dyrhólaey, (is)Fossvogur et Reynisdrangar,.
Certaines scènes sont également tournées aux États-Unis. Un plateau de l'Arche de Noé a notamment été installé au Planting Fields Arboretum State Historic Park dans l'Upper Brookville à Oyster Bay dans le Comté de Nassau.
C'est la deuxième fois que Logan Lerman et Russell Crowe travaillent ensemble sur un même tournage. En effet, ils avaient déjà travaillé ensemble sur 3 h 10 pour Yuma de James Mangold.

#### Bestiaire
Alors que le tournage aurait dû comprendre la présence de milliers d'animaux pour certaines scènes, Darren Aronofsky a refusé d’utiliser de vrais animaux et pris la décision de tout recréer en 3D en postproduction. Les effets spéciaux créés par la société Industrial Light & Magic ont présenté plus de 14 000 animaux « dont aucun ne ressemble parfaitement à un animal d’aujourd’hui, ce qui rend le film crédible (comme si l’évolution était passée par là depuis). Darren Aronofsky « ne voulait pas voir les animaux traditionnels «  ».

## Accueil

### Accueil critique
Le film reçoit principalement de bonnes critiques dans les pays occidentaux. La collection de critiques de Rotten Tomatoes répertorie plus de 200 critiques dont 77 % sont positives, tandis que seulement 42 % du public évalue le film de manière positive. 

### Box-office
| Pays ou région | Box-office        | Date d'arrêt du box-office | Nombre de semaines |
| -------------- | ----------------- | -------------------------- | ------------------ |
| États-Unis     | 101 200 044 $,    | 19 juin 2014               | 12                 |
| France         | 1 318 800 entrées | 3 juin 2014                | 8                  |
| Monde          | 359 200 044 $     | 29 juin 2014               | -                  |

## Distinctions

### Nominations
- Golden Globes 2015 : meilleure chanson originale pour Mercy Is interprétée par Patti Smith
- Satellite Awards 2015 :
  - Meilleure direction artistique pour Debra Schutt et Mark Friedberg
  - Meilleurs costumes pour Michael Wilkinson
  - Meilleur son pour Craig Henighan, Ken Ishii et Skip Lievsay
  - Meilleurs effets visuels pour Ben Snow, Burt Dalton, Dan Schrecker et Marc Chu

## Controverses
Le film est contesté pour son manque de représentativité de personnages non blancs,. Cependant, deux d'entre eux (Jennifer Connelly et Logan Lerman) sont joués par des acteurs juifs. Le co-scénariste Ari Handel a précisé que « Dès le début, nous étions préoccupés par le casting, la question de la race... cette histoire fonctionne au niveau de mythe, et en tant qu'histoire mythique, la race des individus n'a pas d'importance ». 
En outre, bien que l'équipe de production ait assuré plusieurs fois que ce film n'était pas un film biblique mais une simple adaptation libre du texte originel, de nombreux croyants de toutes confessions, essentiellement des protestants, des catholiques et particulièrement des musulmans,,,, se sont indignés à la sortie du film.
Les divergences entre le film et la Bible sont les suivantes:
- les anges déchus : le film les représente comme des victimes / la Bible les considère comme des rebelles envers Dieu ;
- la construction de l'arche : aidé par les anges dans le film / seulement par Noé et sa famille dans la Bible ;
- le style proche de l'heroic fantasy[32] ;
- récupération d'idées du livre apocryphe d'Hénoch[33].

Aux États-Unis, les membres du National Religious Broadcasters demandent à ce qu'il soit  précisé au générique que « ce que montre le film est une interprétation non littérale des Ecritures ». Cette demande est prise en compte par la Paramount,.
Quand le film sort en Amérique du Nord en mars 2014, il est alors interdit en Indonésie et au Moyen-Orient à l'exception du Liban où il sort en avril, et en Israël,. Le film suscite la polémique entre le Conseil suprême de la Culture en Egypte et la Fondation Al-Azhar Al-Sharif, la plus grande institution religieuse du pays, qui réclame l'interdiction du film car il montre une « œuvre qui incarne les prophètes et messagers de Dieu, et les compagnons du messager de Dieu », qui sont incompatibles avec « les statuts des prophètes et des messagers, affectent l'aspect dogmatique et les constantes de la loi islamique, et provoquent les sentiments des croyants »,. Le Front égyptien de la créativité a exigé que le film soit montré au motif que l'idée d'interdire la représentation et l'incarnation des prophètes dans des œuvres artistiques reste le fait « des cheikhs et des juristes diligents dans l'interprétation ». Les comités de cinéma et de théâtre du Conseil suprême de la culture a également publié une résolution demandant la projection du film américain Noah et rejetant ce qu'il décrivait comme la tutelle des arts d'Al-Azhar,. 
Le producteur du film Paramount déclare que trois pays arabes, le Qatar, Bahreïn et les Émirats arabes unis ont interdit le film, sans l'avoir vu,,. 
En revanche, d'autres croyants ou associations religieuses ont fortement apprécié le film Noé et se sont exprimés dans ce sens,,,,. 
L'historien Claude Aziza rappelle que la fonction des productions bibliques au cinéma est double : « transmettre un message moraliste sorti de l'Ancien Testament et dresser un parallèle avec le monde moderne  ». « Dans ces films (hollywoodiens), poursuit(-il), il n'y a pas de respect absolu de l'histoire biblique. De toute façon, personne ne la connaît vraiment. Ce qui intéresse le cinéaste, c'est de donner une touche intemporelle au sujet et de mettre en avant un certain exotisme ». Ainsi, personne ne pense s'outrager des anachronismes ou des libertés prises dans les péplums tels que Samson et Dalila (1949) de Cecil B. DeMille, David et Bethsabée (1951) d'Henry King, Salomon et la reine de Saba (1959) de King Vidor ou Les Dix Commandements (1956) de Cecil B. DeMille. Il remarque également que le film Evan tout-puissant de Tom Shadyac, a revisité l'histoire de l'arche de Noé en 2007 sans que personne crie au blasphème.